# キウーザ・ディ・ページオ
キウーザ・ディ・ページオ（伊: Chiusa di Pesio）は、イタリア共和国ピエモンテ州クーネオ県にある、人口約3,600人の基礎自治体（コムーネ）。

## 地理

### 位置・広がり

#### 隣接コムーネ
隣接するコムーネは以下の通り。括弧内のFR-06はフランスのアルプ＝マリティーム県所属を示す。
- ベイネッテ
- ブリーガ・アルタ
- ブリーガ (La Brigue) (FR-06)
- リモーネ・ピエモンテ
- マルガリータ
- ペヴェラーニョ
- ピアンフェーイ
- ロッカフォルテ・モンドヴィ
- ヴィッラノーヴァ・モンドヴィ

## 行政

### 分離集落
キウーザ・ディ・ページオには、以下の分離集落（フラツィオーネ）がある。
- Abrau, Combe, San Bartolomeo, Santa Maria Rocca, Vigna